# Zintlhammer
Zintlhammer (früher Saßenreuth) ist ein Gemeindeteil der Stadt Pressath im Landkreis Neustadt an der Waldnaab (Regierungsbezirk Oberpfalz, Bayern).

## Geographische Lage
Das Dorf Zintlhammer liegt ungefähr 1200 m nordwestlich von Pressath an der Kreisstraße NEW 8 und an der Haidenaab.

## Geschichte
In Zintlhammer befand sich vom 14. bis zum 15. Jahrhundert ein Eisenhammer, der im 16. und 17. Jahrhundert zu einem Blechhammer umgestaltet wurde.

## Baudenkmäler
- Schloss Zintlhammer